# إبراز المعاني
يعتبر كتاب إبراز المعاني، أحد أوائل شروح (حرز الأماني) الشاطبية، ومؤلفه هو أبو شامة عبد الرحمن بن إسماعيل المقدسي، وكان من أسباب تأليفه: كثرة الفوائد التي وقف عليها في متن الحرز، ولم يجد أحدا قبله قد ذكرها.  واعتنى بذكر مسائل الإعراب واللغة إضافة إلى القراءات، وقال عن كتابه (كنيف ملئ علما).
وهذا الكتاب له مكانة عالية؛ إذ أثنى عليه جمع من العلماء، قال عنه الذهبي: «وصنَّف شرحا بديع الحسن للشاطبية»، وقال عنه ابن الجزري: «وكتب وألف وكان أوحد زمانه صنف الكثير في أنواع من العلوم فشرح الشاطبية مطولا ولم يكمله ثم اختصره وهو الشرح المشهور».

## كتاب إبراز المعاني ومؤلفه
اسم الكتاب: إبراز المعاني من حرز الأماني في القراءات السبع، وهو شرح لحرز الأماني (الشاطبية) وقد سماه مؤلفه بذلك، حيث قال: (وسميته: إبراز المعاني من حرز الأماني)، وهو كذلك على غلاف النسخ المخطوطة للكتاب.
ومؤلفه: عبد الرحمن بن إسماعيل بن إبراهيم بن عثمان، أبو القاسم، ونسبته المقدسي ثم الدمشقي الشافعي.
لقبه: كان يلقب بـ(أبي شامة) لأنه كان فوق حاجبه الأيسر شامة كبيرة.
ولادته: ولد سنة (599هـ)، بعد وفاة الشاطبي صاحب حرز الأماني بسنة.
نشأته: قرأ القرآن صغيرًا، وقرأ القراءات على علم الدين علي السخاوي وأكملها وعمره (17) سنة، وذلك في سنة (616ه) كما تميز في علوم إسلامية أخرى مثل علم الحديث حيث درس صحيح البخاري، ومسند الشافعي، وكتب الكثير من كتب الشريعة الإسلامية في مختلف العلوم، وكان بارعًا في العربية والفقه والتاريخ وغيرها من العلوم.
شيوخه: علم الدين السخاوي، داود بن ملاعب، أحمد بن عبد الله العطار، أبو القاسم بن عيسى.
طلابه: شهاب الدين حسين بن الكفري، أحمد بن مؤمن اللبان، برهان الدين إبراهيم بن فلاح الإسكندري، شرف الدين أحمد بن باع الفزاري.
ومن أبرز كتبه: مختصر تاريخ دمشق، والروضتين في أخبار الدولتين، وضوء الساري إلى معرفة رؤية الباري، والمحقق في الأصول، والبسملة.
كما ألف في علم القراءات عدة كتب، منها: إبراز المعاني، ومفردات القراء، والوجيز في علوم تتعلق بالكتاب العزيز، وغير ذلك من الكتب الكثيرة.
صفاته: كان ذكيًّا جدًّا، كثير العلم، متواضعًا.
وفاته: توفي في (19) مضان من سنة (665هـ).

## زمن تأليف الكتاب
ذكر محمود عبد الخالق في مقدمة تحقيقه على الكتاب أنه بدأ فيه سنة (624هـ) فبدأ فيه مطولا، ثم توقف، ثم عاد فشرحه في كتاب مصغر سماه إبراز المعاني سمة (653هـ).

## سبب تأليف الكتاب
ذكر أبو شامة في كتابه إبراز المعاني أسباب تأليفه لهذا الكتاب، وهي كالآتي:
1. أنه حفظ هذا المتن الشعري منذ الصغر، واعتنى به، فكان هذا سببا للعناية به في الكبر.
2. إجلاله مؤلف قصيدة (حرز الأماني) الشاطبي.
3. أنه رأى أن هناك معان كثيرة وفوائد مختلفة في الشاطبية، لم يذكرها من شرح حرز الأماني قبله، ولا يعرفها طلاب الشاطبي مؤلف الكتاب.
4. اعتمد قول الشاطبي: (لو كان في أصحابي خير أو بركة لاستنبطوا من هذه القصيدة معان لم تخطر لي).

فأراد أن يؤلف كتابا كبيرا يذكر فيه كل ما يتعلق بالأبيات من مسائل، ولا يترك أي مسألة، وبعد أن بدأ في الشرح ووصل إلى باب الهمزتين من كلمة في متن حرز الأماني، وهو يساوي تقريبا 182 بيتا من أصل 1173بيتا شعريا، رأى أن همم الناس ضعيفة، وأنه يخشى أن يطول شرح الكتاب ويموت وهو لم يستطع الانتهاء منه، وهو مشغول أيضا بتأليف كتب في علوم أخرى، فقرر اختصاره في كتاب سماه (إبراز المعاني) وقال لقراء كتابه (فلا تهملوا أمره لكونه صغيرًا حجما، فإنه كما قيل: كنيف ملئ علما).

## موضوعات الكتاب
شرح لمتن الشاطبية – حرز الأماني ووجه التهاني -، بدأ في المقدمة بالحمد لله ثم الصلاة على الرسول محمد صلى الله عليه وسلم، ثم بين أهمية العناية بالقرآن الكريم وعلومه، وخاصة علم القراءات، وذكر الصحابة الذين وردت عنهم القراءات، ثم ذكر الذين تفرغوا لإقراء القرآن بعد الصحابة، وأشار إلى أن القراءة سنة متبعة يتلقاها كل جيل عمن قبله بالنطق والمشافهة، ثم تحدث عن تدوين القراءات، وأشار إلى اختيار ابن مجاهد للسبعة، وترجم للقراء السبعة وذكر مناقبهم، ثم ذكر أن التصنيف استمر حتى وصل إلى الداني في التيسير، ثم الشاطبي في حرز الأماني، وأثنى على الشاطبي، ثم أشار إلى عنايته بالشاطبية، وامتدح تصنيف علم الدين السخاوي في شرحه على حرز الأماني والمسمى بـ(فتح الوصيد) وبين سبب التأليف، ثم انتقل إلى شرح الأبيات بيتا بيتا.

## طريقته في شرح أبيات متن حرز الأماني
أنه يذكر البيت أولا، ثم يذكر ما يتعلق به من مسائل إعرابية، ومسائل حديثية، ولغوية، ويفصل طريقة الشاطبي في متنه، مستفيدا من استقرائه وتتبعه لمنهجه في الكتاب.

## أهمية كتاب إبراز المعاني
تبرز أهمية الكتاب من خلال معرفة مكانة المؤلف، فهو مؤلف متفنن، ثم إنه اعتنى بالشاطبية منذ الصغر فحفظها وضبطها ودرسها على تلميذ الشاطبي علم الدين السخاوي، وكذلك فإنه ذكر عن نفسه أنه من خلال مراجعاته للمتن فتح الله عليه بفتوحات عظيمة، لم يسبقه إليها أحد، فأراد أن يدون مع استقصاء شرح كل أبيات، ثم لما خشي ضعف الهمة وفوات الوقت اختصره في كتاب، وسماه إبراز المعاني، وأخبر القارئ أن لا يستهين به، فهو كما ذكر (كنيف ملئ علما).

## الثناء على الكتاب
قال عنه الذهبي: (وصنَّف شرحا بديع الحسن للشاطبية).
قال عنه ابن الجزري: (وكتب وألف وكان أوحد زمانه صنف الكثير في أنواع من العلوم فشرح الشاطبية مطولا ولم يكمله ثم اختصره وهو الشرح المشهور).

## طبعات الكتاب
1. طبعة بمكتبة مصطفى البابي الحلبي، سنة 1349هـ، وبهامشه إرشاد المريد والبهجة المرضية لعلي الضباع.
2. طبعة أخرى من مكتبة مصطفى البابي الحلبي في مجلد واحد بتحقيق إبراهيم عطوة عوض، سنة 1987م.
3. طبعة الجامعة الإسلامية بالمدينة المنورة، في (4) مجلدات، بتحقيق محمود عبد الخالق جادو، سنة 1993م.
4. طبعة دار الصحابة بطنطا – مصر، بتحقيق جمال الدين محمد شرف، سنة 2009م.
5. طبعة دار عالم الكتب، بتحقيق أحمد يوسف قادري، سنة 2010م.